# Luke Ford (acteur)
Pour les articles homonymes, voir Luke Ford.
Luke Ford, né le 26 mars 1981 à Vancouver au Canada, est un acteur australien de cinéma et de télévision.

## Biographie
Ford, né au Canada, grandi à Sydney, en Australie.

## Filmographie
- 2007 : La Momie : La Tombe de l'empereur Dragon : Alex O'Connell
- 2007 : The Black Balloon : Charlie Mollison
- 2010 : Animal Kingdom : Darren Cody
- 2011 : Ghost Machine : Vic
- 2011 : Red Dog : Thomas
- 2011 : Face to Face : Wayne
- 2012 : The King Is Dead! : Shrek
- 2013 : Charlie's Country : Luke
- 2015 : Infini : Chester Huntington
- 2016 : Osiris, la 9e planète (Science Fiction Volume One: The Osiris Child) de Shane Abbess : Bill